# Nicolau Calicles
Nicolau Calicles (em grego: Νικόλαος Καλλικλῆς; romaniz.: Nicholas Kallikles) foi um proeminente médico e um poeta de liderança da corte bizantina em Constantinopla durante os reinados de Aleixo I Comneno (r. 1081–1118) e João II Comneno (r. 1118–1143).

## Biografia
Muito pouco é conhecido sobre a vida de Calicles. A pouca informação que temos provém de uma curta menção na A Alexíada de Ana Comnena, sua correspondência com Teofilacto de Ácrida e seus próprios poemas. Foi um médico bem-conhecido na corte imperial já antes de 1108. Em 1118, foi um dos doutores que atendeu Aleixo I durante sua doença final. De acordo com A Alexíada (XV.11.3), Calicles foi o única a perceber a gravidade da situação do imperador e sugeriu o uso de laxantes. Como seus colegas se opuseram a isso, seu conselho não foi seguido.
De sua correspondência com Teofilacto, Calicles aparece como um homem muito culto e cultivado, e estava na posse de uma excelente biblioteca. Como um poeta da corte, foi, junto com seu contemporâneo Teodoro Pródromo, o principal expoente no gênero de panegíricos poéticos louvando os principais aristocratas do sistema Comneno: seus principais temas são a riqueza e a descendência nobre deles. Ele também dedicou poemas a artefatos individuais tais como ícones, e um número de inscrições de relicários são atribuídas a ele. A data de sua morte é desconhecida. Sua composição conhecida mais tardia é um epitáfio para João II, que foi composto antes do imperador morrer, provavelmente ca. 1142.